# Schmollis

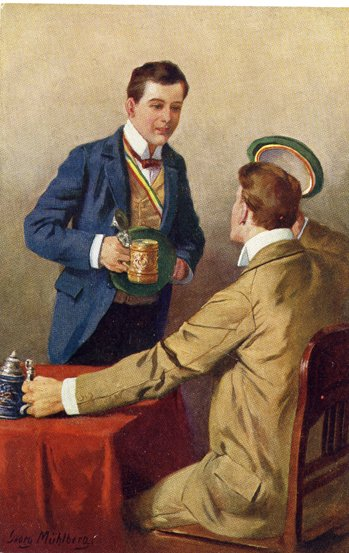
Georg Mühlberg - „Schmollis antragend“ (um 1900)

Der Ausdruck Schmollis (auch: Smollis, Schmolles) ist bereits vor 1795 belegt als Zuruf unter Studenten verbunden mit der Aufforderung, Brüderschaft zu trinken und damit einen vertrauteren Umgang zu pflegen. Noch heute trinken einige Verbindungsstudenten Schmollis, wenn sie sich duzen möchten.

## Herkunft und Brauchtum
Die Herkunft des Wortes ist unklar. In der studentenhistorischen Literatur wird der Begriff allgemein vom lateinischen sis mihi mollis amicus (deutsch in etwa: „Sei mir ein enger Freund!“ oder „Sei mir zugetan!“) abgeleitet. Als wahrscheinlicher gilt jedoch nach dem Deutschen Wörterbuch der Brüder Grimm, dass der Begriff vom niederländischen smullen (schlemmen, prassen) herrührt. Die zustimmende Antwort war, belegt seit 1795, der Ausruf „Fiducit!“, als Kurzform von fiducia sit „Es gelte!“ (von lat. fiducia: Vertrag, Übereinkunft).
Bei einigen Studentenverbindungen ist es üblich, dass der Präsidierende einer studentischen Kneipe nach Beendigung eines Liedes der Kneipgesellschaft (Corona) zuruft: „Ein Schmollis den fidelen Sängern!“, worauf die Beteiligten mit „Fiducit“ antworten.

## 18. Jahrhundert
In der lateinisch abgefassten Abhandlung Dissertatio de norma actionum studiosorum seu von dem Burschen-Comment, dem 1780 veröffentlichten und damit ältesten bekannten Bericht über speziell studentische Gebräuche im deutschen Sprachraum, wird der Begriff Schmollis im § VIII erwähnt und in einer Anmerkung erläutert. Der unter Pseudonym auftretende Autor bezieht sich jedoch nur auf das vollständige Ausleeren des Trinkgefäßes und nicht auf irgendwelche Änderungen der sozialen Beziehungen der Beteiligten.
| § VIII. | |
| 2)b). Neminem dictata pocula (SCHMOLLIS*) recursare debere etsi decies vomuerit. … | Niemand darf sich weigern, die ihm diktierte Gläser, oder einen Schmollis auszutrinken, und sollte sich der Magen auch schon zehnmal umgewandt haben. … |
| *) Schmollis nonnulli derivant a verbo obsoleto « schmollen », i.e. efflare, extollere se, nempe prae aliis bibendo se ostendere, schmollen passim idem est, ac indignationem et iram fovere ; sed haec significatio vix hic locum habere potest. Alii vero a verbis « schmal aus », seu contracte « schmalus », pro « rein aus », i.e. vitrum ad ultimam usque guttulam ebibere. | Das Wort Schmollis leiten einige ab von dem alten Schmollen, d. h. sich aufblasen, sich groß machen, wenn man nehmlich andre zu Boden trinken kann. Schmollen heist auch hier und da: anhaltend zürnen, unwillig seyn. Diese Bedeutung aber geht uns hier nichts an. – Andere behaupten, daß es von „Schmal aus“, rein aus, herkomme, woraus hernach Schmal us, und endlich Schmollus und Schmollis geworden sey. Ein Schmollis trinken heiße also. Das Glas bis auf den lezten Tropfen ausleeren. |
| Christian Friedrich Gleiß (Autor) 1780 | Nikolaus Balger (Übersetzer und Kommentator) 1798 |

Aus dieser Quelle kann man ableiten, dass die ursprüngliche Bedeutung in etwa dem „Extrinken“ gleichgekommen ist, also dem Ausleeren des Trinkgefäßes in einem Zug ohne abzusetzen. Aber schon gegen Ende des 18. Jahrhunderts wurde das Wort auf das Brüderschaftstrinken übertragen, das wohl mit einer derartigen Trinksitte fest verknüpft war und teilweise bis heute ist.
E. T. A. Hoffmann schildert in seinem stark autobiographisch ausgerichteten Text Lebensansichten des Katers Murr von 1821 Szenen aus dem Leben des Dichters, jedoch verfremdend in die Welt der Katzen verlagert. Weite Teile des Werkes reflektieren das Studium des Dichters an der Universität Königsberg von 1792 bis 1795. Hier wird er von einem erfahrenen „Kater“ namens Muzius in die Sitten des Studentenlebens (Comment) eingeführt. Jedoch verbittet sich der erfahrene Student für den Anfang eine allzu vertrauliche Anrede:
»Davon«, fuhr mich Muzius zornig an, »davon ein andermal, aber nennt mich nicht Sie, das verbitt' ich mir, sondern Ihr, bis wir Schmolles getrunken haben. - Doch Ihr seid ein Philister und versteht Euch nicht auf den Komment.«
Im späten 18. Jahrhundert war die Anrede "Ihr" als ehrerbietige Anrede höherstehender oder älterer Personen üblich, während "Sie" als vertraute Anrede unter Freunden galt.

## 19. Jahrhundert

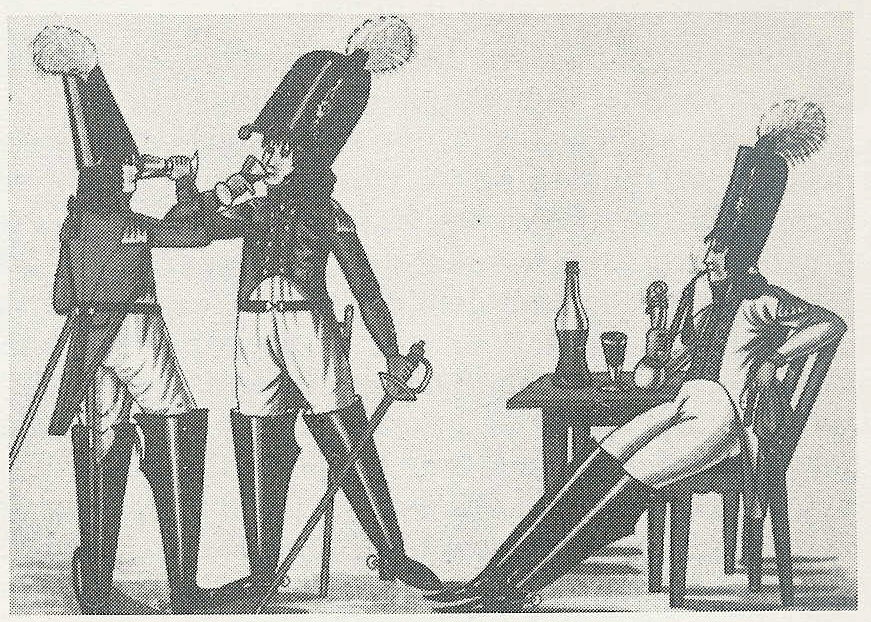
Schmollis, Stammbuchblatt Frankfurt/Oder 1804
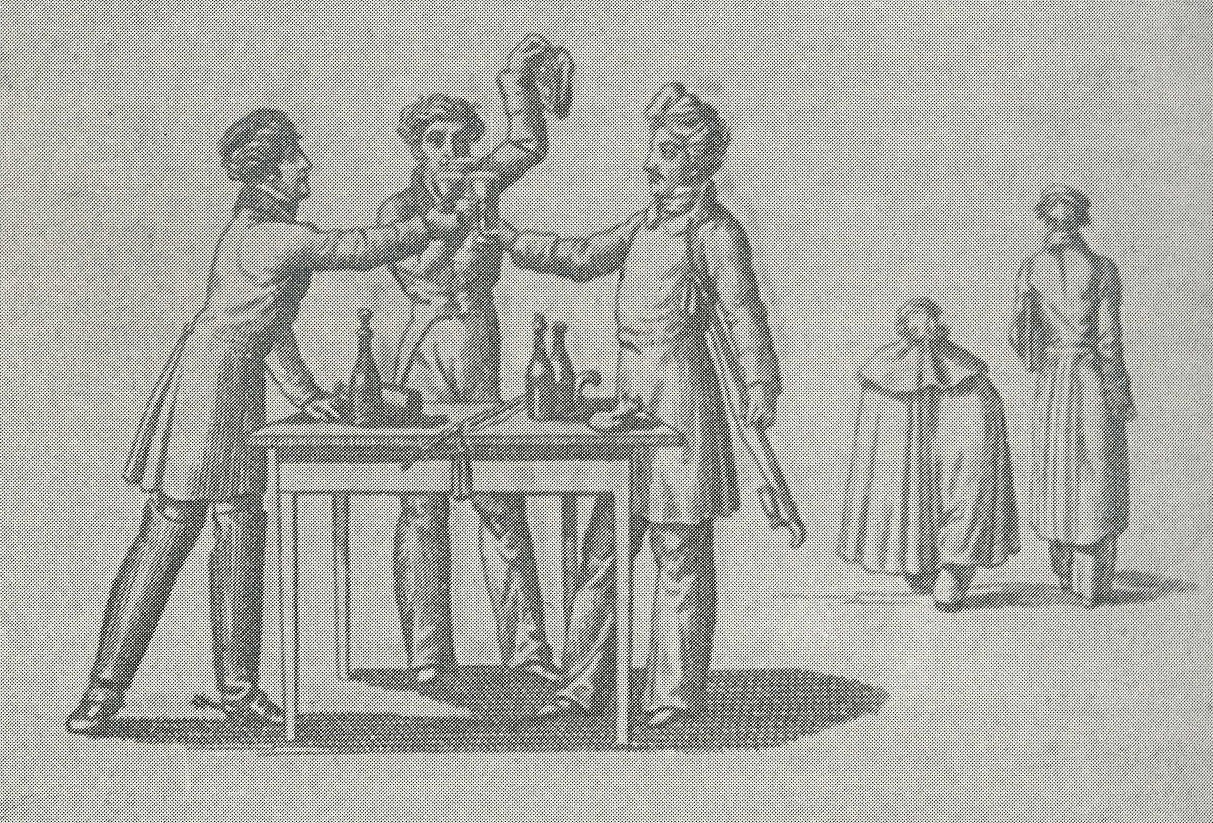
Schmollis um 1820

Der frühere Göttinger Student Daniel Ludwig Wallis erläuterte im Anhang seines 1813 erschienenen Buches über das Göttinger Studentenleben einige studentische Ausdrücke, darunter auch das Schmollis:
Smollieren oder schmolliren heißt: Brüderschaft trinken. Es sind einige besondere Förmlichkeiten dabey, daß man die Gläser mit verschlungenen Armen leert, sich dann einen Bruderkuß giebt, die Hand drückt mit den Worten:„Bleib mein Freund; Ich heiße Y und bin aus Z.“
Smollis auch Schmollis ist die Anrede dessen, mit dem man Brüderschaft trinken will. Dieser stößt dann an und sagt: Fiducit! Auch nennt man Smollis die Brüderschaft selbst. „Ich habe mit ihm Smollis getrunken.“
Heinrich Heine, der etwas später in Göttingen studierte, verwendete den Begriff 1827 in seinem „Buch der Lieder“, hier als Metapher für den aus Liebeskummer begangenen Selbstmord eines Studenten, der „mit dem Tode Smollis getrunken“ hat:
Da flucht ich den Weibern und reichen Halunken,
Und mischte mir Teufelskraut in den Wein,
Und hab mit dem Tode Smollis getrunken, --
Der sprach: Fiduzit, ich heiße Freund Hein!

Heinrich Heine (ab 1819 stud.iur. in Bonn, Göttingen und Berlin), "Buch der Lieder", (1a VIII)
Elias Salomon schrieb im Jahre 1835 das Gedicht »Fiducit«, das von August Wilhelm Briesewitz vertont wurde.